# Mike Rodgers
Michael Rodgers, detto Mike (Saint Louis, 24 aprile 1985), è un velocista statunitense.
Il 13 agosto 2011 il suo agente, durante un'intervista televisiva, dichiara che Rodgers ha fallito un test antidoping risultando positivo ad uno stimolante proibito.

## Palmarès
| Anno | Manifestazione      | Sede           | Evento      | Risultato  | Prestazione | Note                                                       |
| ---- | ------------------- | -------------- | ----------- | ---------- | ----------- | ---------------------------------------------------------- |
| 2008 | Mondiali indoor     | Valencia       | 60 m piani  | 4º         | 6"57        |                                                            |
| 2009 | Mondiali            | Berlino        | 100 m piani | Semifinale | 10"04       |                                                            |
| 2009 | Mondiali            | Berlino        | 4 × 100 m   | Batteria   | dq          |                                                            |
| 2010 | Mondiali indoor     | Doha           | 60 m piani  | Argento    | 6"53        |                                                            |
| 2013 | Mondiali            | Mosca          | 100 m piani | 6º         | 10"04       |                                                            |
| 2013 | Mondiali            | Mosca          | 4 × 100 m   | Argento    | 37"66       |                                                            |
| 2015 | World Relays        | Nassau         | 4 × 100 m   | Oro        | 37"38       | Record dei campionati                                      |
| 2015 | Mondiali            | Pechino        | 100 m piani | 5º         | 9"94        |                                                            |
| 2015 | Mondiali            | Pechino        | 4 × 100 m   | Finale     | dq          |                                                            |
| 2016 | Mondiali indoor     | Portland       | 60 m piani  | 6º         | 6"54        |                                                            |
| 2016 | Giochi olimpici     | Rio de Janeiro | 4 × 100 m   | Finale     | dq          |                                                            |
| 2017 | World Relays        | Nassau         | 4 × 100 m   | Oro        | 38"43       |                                                            |
| 2017 | Mondiali            | Londra         | 4 × 100 m   | Argento    | 37"52       | Miglior prestazione personale stagionale                   |
| 2019 | World Relays        | Yokohama       | 4 × 100 m   | Argento    | 38"07       | Miglior prestazione personale stagionale                   |
| 2019 | Giochi panamericani | Lima           | 100 m piani | Oro        | 10"09       |                                                            |
| 2019 | Giochi panamericani | Lima           | 4 × 100 m   | Bronzo     | 38"79       |                                                            |
| 2019 | Mondiali            | Doha           | 100 m piani | Semifinale | 10"12       |                                                            |
| 2019 | Mondiali            | Doha           | 4 × 100 m   | Oro        | 37"10       | Miglior prestazione mondiale stagionale · Record nazionale |

## Campionati nazionali
- 2 volte campione nazionale dei 100 m piani (2009, 2014)
- 3 volte campione nazionale indoor dei 60 m piani (2008, 2010, 2011)

## Altre competizioni internazionali
2008
- 6º alla World Athletics Final ( Stoccarda), 100 m piani - 10"27

2009
- Oro al DécaNation ( Parigi), 100 m piani - 10"10
- 4º alla World Athletics Final ( Salonicco), 100 m piani - 10"09

2014
- Oro al DécaNation ( Angers), 100 m piani - 10"14
- Argento in Coppa continentale ( Marrakech), 100 m piani - 10"04
- Oro in Coppa continentale ( Marrakech), 4 × 100 m - 37"97

2018
- Oro in Coppa continentale ( Ostrava), 4 × 100 m - 38"05